# 尺澤穴

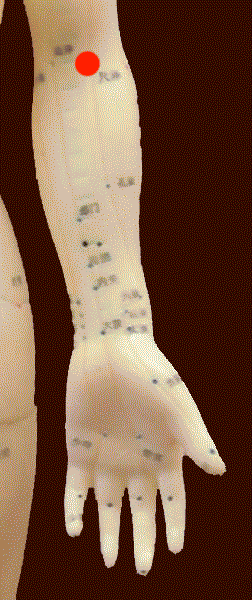
圖中紅點處為尺澤穴

尺澤（LU5），穴位名，屬於手太陰肺經，出自《靈樞‧本輸》，又名鬼受、鬼堂，為肺經的合穴。

尺指橈骨莖突後的前臂；澤，聚水之處。本穴為手太陰肺經之合穴，五行屬水，喻手太陰脈氣至此象水的歸聚處，故名尺澤。

## 定位
定位：肘橫紋上，肱二頭肌腱的橈側緣。

## 取穴法
取法：微屈肘，肘橫紋上，肱二頭肌腱的橈側緣

解剖：在肘關節，當肘二頭肌腱之外方，肱橈肌起始部。有橈側返動脈分支、橈側返靜脈分支及頭靜脈。佈有前臂外側皮神經，直下為橈神經。
- 《甲乙經》：「在肘中約紋上動脈。」
- 《針灸大成》：「肘中約紋上，動脈中，屈肘橫紋，筋骨罅陷中。」

## 刺灸法
直刺0.5-0.8寸，或點刺放血，可灸。

直刺0.8─1.2寸，或點刺出血。
- 《針灸大成》：針三分，留三呼，灸五壯。

## 主治
功能：肅降肺氣、清泄肺熱、滋陰潤肺、通經強筋
主治：
1. 肺系疾患：咳嗽、氣喘、喀血、潮熱舌乾、咽喉腫痛、心痛、胸滿、小便頻數
2. 嘔吐
3. 小兒驚風
4. 肘臂攣痛

- 《針灸大成》：主肩臂痛，汗出中風，小便數，善嚔，悲哭，寒熱風痹，臑肘攣，手臂不舉，喉痹，上氣嘔吐，口乾，咳嗽唾濁，痎瘧，四肢暴腫，心疼臂寒，短氣，肺膨脹，心煩悶，少氣，勞熱，喘滿，腰脊強痛，小兒慢驚風。
- 《千金方》：五臟一切諸瘧，嘔吐上氣
- 《醫宗金鑑》：咳唾膿血、喉痹、肺積息賁、絞腸痧、傷寒汗不出、小兒急慢驚風
- 《資生經》：尺澤主嘔泄上下出，脅下痛
- 《靈光賦》：吐血定喘，補尺澤
- 《勝玉歌》：尺澤能醫筋拘攣急
- 《肘後歌》：鶴膝腫痛難移步，尺澤能舒筋骨痛
- 《玉龍歌》：筋急不開手難伸，尺澤從來要認真

## 配伍
- 咳嗽、氣喘：尺澤配列缺、中府
- 急性吐瀉：尺澤配委中
- 《甲乙經》：唾血，瀉魚際、補尺澤
- 《資生經》：尺澤、然谷主癲疾，手臂不得上頭
- 《針灸大成》：挫閃腰脅痛，尺澤、委中、人中